# Werelderfgoed in Bangladesh
Tot het UNESCO werelderfgoed in Bangladesh behoren drie werelderfgoederen. De eerste twee werden in 1985 ingeschreven.

## Werelderfgoederen

### Actuele Werelderfgoederen
Deze lijst toont de werelderfgoederen in Bangladesh in chronologische volgorde (C – Cultuurerfgoed; N – Natuurerfgoed).
| Naam                                             | Jaar | Soort | Beschrijving | Afbeelding |
| ------------------------------------------------ | ---- | ----- | ------------ | ---------- |
| Historische moskeestad Bagerhat                  | 1985 | C     |              |            |
| Ruïnes van de boeddhistische Vihara bij Paharpur | 1985 | C     |              |            |
| De Sundarbans                                    | 1997 | N     |              |            |

### Als Werelderfgoed genomineerde objecten
Op de voorlopige lijst van de UNESCO worden objecten ingeschreven die naar het inzicht van de betreffende regering potentieel voor de erkenning als werelderfgoed in aanmerking komen. Dit zegt niets over een eventuele daadwerkelijke succesvolle inschrijving op de lijst. Tegenwoordig (2018) zijn op de voorlopige lijst vijf objecten uit Bangladesh ingeschreven.
| Naam                                 | Jaar | Soort | Beschrijving | Afbeelding |
| ------------------------------------ | ---- | ----- | ------------ | ---------- |
| Halud Vihara                         | 1999 | C     |              |            |
| Jagaddala Mahavihara                 | 1999 | C     |              |            |
| Fort van Aurangabad (Lalbagh fort)   | 1999 | C     |              |            |
| Mahasthangarh en zijn omgeving       | 1999 | C     |              |            |
| Monumentengroep van Lalmai-Mainamati | 1999 | C     |              |            |

## Objecten voorheen op de kandidatenlijst
Deze objecten werden van de voorlopige lijst verwijderd en door nieuwe vervangen.
| Naam           | Jaar        | Soort | Beschrijving | Afbeelding |
| -------------- | ----------- | ----- | ------------ | ---------- |
| Diangar Pahar  | 1993 - 1996 | C     |              |            |
| Sitakot Vihara | 1993 - 1996 | C     |              |            |